# Міхаель Малкіелі
Міха́ель Малкіе́лі (івр. מיכאל מלכיאלי‎; нар. 7 жовтня 1982, Єрусалим) — ізраїльський політичний діяч, депутат Кнесету від партії ШАС. З 29 грудня 2022 року обіймає посаду міністра у справах релігій Ізраїлю. Після звільнення Ар'є Дері, Малкіелі також виконував обов'язки міністра внутрішніх справ Ізраїлю у період із січня по квітень 2023 року.